# Franz Brixel

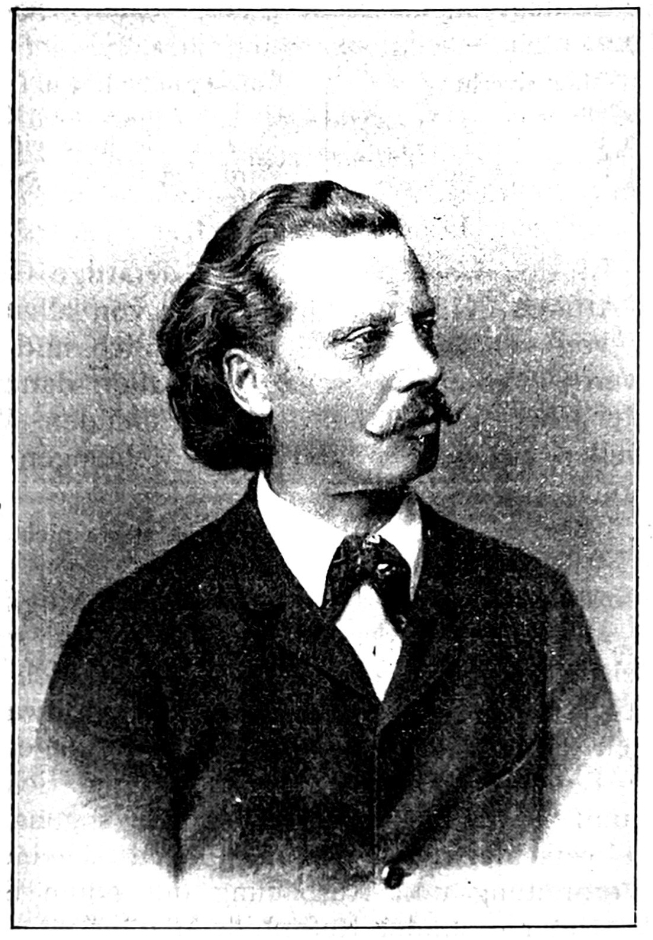
Franz Brixel vor 1895

Franz Xav. Brixel (geb. 15. Dezember 1840 in Römerstadt/Mähren; gest. 24. Februar 1903 in Graz) war ein österreichischer Schriftsteller. Er schrieb auch unter dem Pseudonym Armin Franke und nutzte selbst auch den Vornamen Franz Josef oder die Initialen F.J.

## Leben
Franz Brixel wurde am 15. Dezember 1840 als zweites von fünf Kindern in einer armen Leinenweberfamilie geboren. Sein Vater Vincenz Brixel (1812–1884) war Webermeister in Römerstadt (Mähren), zog später mit seinem Webstuhl nach Graz um. Seine Mutter Anna Knoll (1811–1869) war Tochter eines Schneidermeisters aus Johnsdorf bei Römerstadt. Sie heirateten 1838 in Römerstadt.

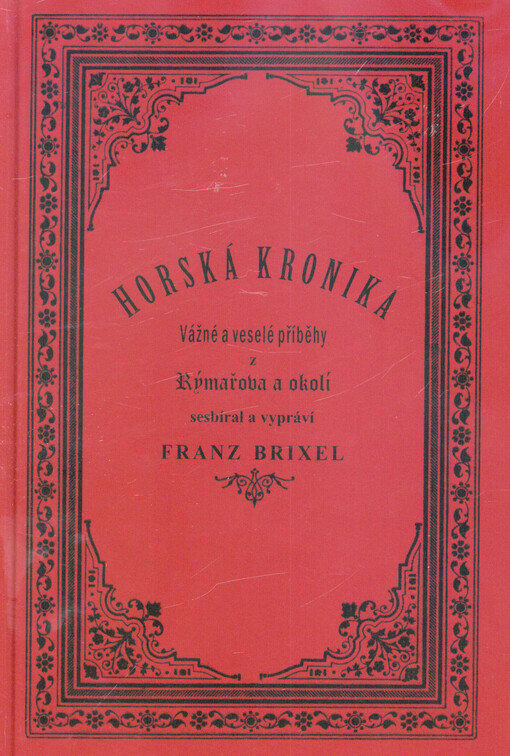
Gebirgschronik, Neudruck 2018

Seine Kindheit und Jugend verbrachte Franz Brixel im nordmährischen Römerstadt und für den Besuch von zwei Realschulklassen in Mährisch Neustadt. Durch die Herausgabe der „Gebirgschronik“ gilt er als einer der bedeutendsten nordmährischen Autoren. Hierbei handelt es sich um eine Zusammenstellung von Geschichten aus der Römerstädter Heimat, die sein Vater Vincenz ihm in handgeschriebenen Heften überlassen hatte.
Seine Kindheit beschrieb Brixel selbst als entbehrungsreich, doch heiter.
1855, im Alter von 14 Jahren, übersiedelte er zu einem Cousin in das ungarische Banat und trat bei Temeswar in die Lehre eines Kaufmanns ein. Er blieb dort acht Jahre.
Ab Frühjahr 1864 arbeitete Brixel in verschiedenen Handelsgesellschaften in Graz. Hier las er erstmals die Werke der deutschen Klassiker und Shakespeare. Später bezeichnete er Schiller als seinen „Retter“.

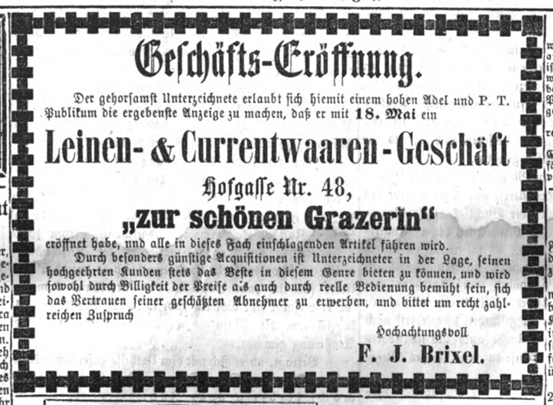
Anzeige Graz 1868

In seinem Beruf entwickelte er immer mehr eine Abneigung gegen das nur vermeintlich „freie“ (eigene) Handelsgeschäft, wohl auch wegen einer Reihe von Fehlschlägen. Mitte 1868 eröffnete er in Graz ein Textilhandelsgeschäft, dessen Restwaren ab 1871 versteigert wurden, 1872 mit dem Hinweis auf seinen unbekannten Aufenthaltsort.
1870 begann er eine Anstellung als Buchhalter der Trousil Brauerei in Mürzzuschlag (Kleinstadt in der Steiermark/Österreich). 1871 heiratete er in Turnau (35 km westlich von Mürzzuschlag) die von dort stammende Gastwirtstochter Barbara Aigner.
Während seiner Tätigkeit in Mürzzuschlag wurde Brixel durch starken Alkoholkonsum physisch wie psychisch krank und geriet in wirtschaftliche Not. Etwa 1877 traf er einen Trappisten-Prior auf dessen Durchreise, der ihn wegen der vegetarischen Lebensweise seiner Ordensbrüder begeisterte. Die theoretische Grundlage für seinen Vegetarianismus bildeten Schriften von Eduard Baltzer, der Gründer des ersten Vegetariervereins in Deutschland, sowie anderen frühen Vegetarianer-Aktivisten wie Theodor Hahn, Richard Nagel, Heinrich Oidtmann. Die folgenden Jahre bezeichnete er als „Lehrjahre“. Er begann, kleine Aufsätze für die von Edmund Schneckenberg (Lehrer für arzneilose Heilkunst, später Naturarzt) herausgegebene vegetarische Jugendzeitschrift „Jugendgarten“ zu verfassen. Sein Chef in der Brauerei hielt dies für geschäftsschädigend und forderte ihn auf, das Publizieren zu unterlassen. Franz Brixel schrieb unter dem Pseudonym Armin Franke weiter, bis die Zeitschrift im Folgejahr eingestellt wurde. Seine ersten größeren Werke wurden noch in Mürzzuschlag geschrieben, aber erst nach seinem Wegzug (1881) veröffentlicht. Er behandelte vor allem gesundheitliche Themen, da er inzwischen Alkoholgegner und Vegetarier geworden war. Sein Erstlingswerk „Dämon Alkohol“ wurde kaum verkauft. Besser erging es dem Kinderbuch „Bittgesuch der Tiere“, dessen vollständige Auflage von der deutsch-englischen Tierfreundin Elpis Melena aufgekauft und an alle Tierschutzvereine Europas verteilt wurde.
1881 wurden die Konflikte zwischen Brixel und den lokalen Gastwirten und Metzgern so stark, dass er sich entschloss, zu einer Brauerei nach Villach zu wechseln. Zu dieser Zeit wurden seine ersten in Mürzzuschlag geschriebenen Werke veröffentlicht, und er verfasste seine nächsten Werke. Seine Stellung in Villach wurde ihm nach einem Jahr bereits gekündigt.

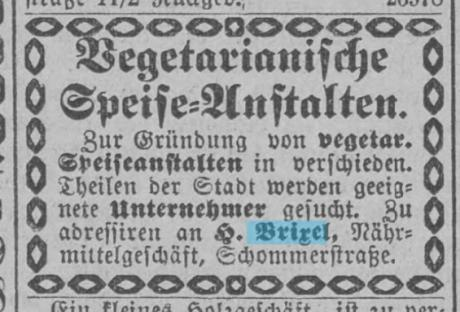
Anzeige München 1885

Zum aktiven Vegetarier geworden, zog Brixel Mitte 1883 mit seiner Familie nach München, um eine vegetarische Speiseanstalt zu gründen. Drei Wochen nach ihrer Ankunft starb seine Frau an einer Lungenentzündung. Statt der ursprünglichen Pläne entstand nun das „Erste Münchener Gesundheits-Nährmittelgeschäft“, und es folgten weitere Aktivitäten wie die Gründung eines „Bayerischen Vereins für naturgemäße Lebensweise“ und die Initiative zur Gründung von vegetarischen Restaurants (wie „Thalysia“, „Pomona“ und ein Vereinsspeisehaus). Sein Geschäft in der Schommerstraße 7 und das dort befindliche Thalysia waren ein Sammelplatz der vegetarischen Bewegung. Er engagierte den Maler und Sozialreformer Karl Wilhelm Diefenbach als Redner, wie auch den Schriftsteller und Vegetarier August Eduard Aderholdt. Er initiierte eine publikumswirksame Fehde mit dem „Fleischextrakt-Baron“ Justus von Liebig und vereinbarte wissenschaftliche Studien mit dem Gründer des Hygieneinstitutes Max Josef Pettenkofer. Wiewohl Brixel seine vier Münchener Jahre als ereignisreichste und wertvollste Zeit seines Lebens bezeichnete, so sehr litten darunter seine Finanzen, und er musste sein Geschäft 1887 verkaufen.

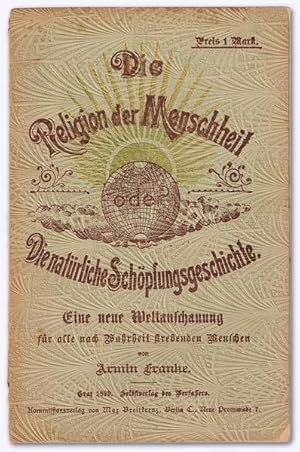
Religion der Menschheit, 1899

In den Münchener Jahren entstand neben den „Merksprüchen“ auch „Die Religion der Menschheit oder Die natürliche Schöpfungsgeschichte“. Letztere erschien erst 1899 im Druck, die Verzögerung bedingt durch negative Beurteilung mehrerer Kritiker.
Nach dem Tod seiner ersten Frau heiratete Brixel 1884 die Tochter eines Münchener Gerichtsvollziehers, Karoline Staudigl; sie starb 1914 in Graz.
Im Sommer 1887 nahm Brixel ein Angebot seines vorherigen Chefs an, als Buchhalter zur Trousil Brauerei nach Mürzzuschlag zurückzukehren, im dauernden Konflikt zwischen seinem Gewissen als Alkoholgegner und seiner inneren Pflicht, der Familie eine finanzielle Sicherheit zu bieten. Es begann eine finanziell etwas sorgenfreiere Zeit mit dem Schreiben neuer Werke. 1892 erschien sein Hauptwerk „Die Sarkophagie“. 1894 wurde die Brauerei verkauft. Die neuen Eigentümer stießen sich an den Gesinnungen und Lebensprinzipien von Brixel und er wurde bald gekündigt.
1896 ging Brixel ein viermonatiges, berufliches Engagement in Italien ein, welches missglückte und die Familie verarmt hinterließ. Nach einem halben Jahr fand er in Graz eine Anstellung als Hilfsbeamter in der Landesbuchhaltung. Er war zeitweise als sog. Rentmeister in der Landes-Kuranstalt Bad Neuhaus tätig, bevor er 1901 schwer erkrankte. Der Steiermärkische Landtag genehmigte 1902 die Aufnahme in die „Landes-Siechenanstalt“ sowie eine jährliche Gnadenbeigabe von 120 Kronen. Er erblindete erst auf einem, dann auf beiden Augen, und Lähmungen ergriffen erst seine Beine, dann auch die Arme, und er konnte nicht mehr sprechen. Am 24. Februar 1903 starb Franz Brixel an den Folgen eines Schlaganfalls.
Im Nachruf wird er als liebevoll, wenngleich verbittert beschrieben.
In einer seiner letzten Schriften hatte er sich als letzten Wunsch gegen einen Grabstein ausgesprochen: „Einen Stein wollt ihr mir geben, wo ich so viel Lieb Euch gab? Nun, so bitt´ ich noch im Leben: Setzt mir einen Baum aufs Grab - Dass er wachse, grüne, blühe auf zum goldnen Sonnenlicht, euren Sinn nach Oben ziehe - Denn im Grabe weil´ ich nicht“. Es war aber auch kein Geld mehr für irgendein Grabmal vorhanden.

## Werke
Die Werke von Franz Brixel umfassen Gedichtbände, Libretti, Wissenschafts- und Erziehungswerke sowie Prosatexte.
- Dämon Alkohol 1882 (alias Armin Franke; Gedicht; Selbstverlag, Villach)
- Das Bittgesuch der Tiere an die Kinderwelt 1883 (alias Armin Franke; Gedicht; J.Muhr, Villach)
- Merksprüche für jung und alt 1885 (Gedicht; Max Breitkreuz, Berlin)
- Die vier Jahreszeiten 1889 (Kürzere Prosa; Bohne, Berlin)
- Episteln an Gesinnungsgenossen 1891 (Max Breitkreuz, Berlin)
- Die Sarkophagie oder das Fleisch-Essen 1892 (Gedicht; Max Breitkreuz, Berlin)
- Der Kastanienbaum 1892 (Gedicht; zweite Auflage der Merksprüche 1885)
- Gebirgs-Chronik 1895 (als Herausgeber; Geschichtensammlung; Hugo Schubert, Römerstadt) - deutsch-tschechischer Nachdruck 2018
- Vier Monate Verbannung 1897 (kürzere Prosa; Selbstverlag, Berlin)
- Friedenheim 1898 (Drama, Libretto für eine romantische Oper)
- Das Buch der Liebe 1898 (alias Armin Franke; Episch-dramatische Gedichte; Selbstverlag, Berlin)
- Die Religion der Menschheit oder Die natürliche Schöpfungsgeschichte 1899 (Max Breitkreuz, Berlin)
- Carmilhan 1900 (Drama, Libretto)
- Gespräche über das menschliche Elend 1900
- Der Liebe Pilgerfahrt 1901 (Episch-dramatisches Gedicht)
- Praktische Seelenlehre 1902 (Gedicht; Neuauflage Verlag Elfriede Lang, 1990)
- Thalysia 1903 (Episches Gedicht)
- Blumen der Liebe 1903 (Gedicht)